# Vicente Ibor Asensi
Vicente Ibor Asensi (Paiporta, Valencia; 16 de febrero de 1965) es un político del Partido Popular y exalcalde del municipio de Paiporta, en la Comunidad Valenciana.

## Biografía
Vicente Ibor Asensi está casado y es padre de dos hijos, es licenciado en Derecho por la Universidad de Valencia siendo socio del despacho Ibor Company Abogados, fundado en 1943. Ejerció su carrera como político del Partido Popular como alcalde de la localidad de Paiporta en la comarca de Huerta Sur tras su victoria en las elecciones municipales de 2007 y que luego en las elecciones de 2011 ha sido de nuevo reelegido con mayoría absoluta. El 12 de julio de 2011 tomó posesión del cargo de Diputado Provincial encargado de la Central de compras. También cabe destacar que participa en numerosas intervenciones en la radio y en programas como "El Faro".

## Carrera como abogado
Vicente Ibor destacó activamente como alumno en la Universidad de Valencia, siendo miembro del Claustro como representante del alumnado entre los años 1983 y 1988, además de miembro de la Junta de Gobierno de la Facultad de Derecho entre los años 1987 y 1988. Posteriormente ejercería como profesor colaborador de la Cátedra de Derecho Constitucional en la Universidad de Valencia.
Su trayectoria en el sector privado la desarrollaría en el despacho Ibor Company Abogados en el que destacaría como especialista en Derecho Penal y Derecho Internacional.
El nombre de Vicente Ibor cobraría relevancia en los medios de comunicación por su intervención profesional en casos de notable impacto mediático, especialmente por su defensa de varios acusados por delitos de terrorismo islámico, lo que le llevó a declarar como testigo en el juicio por los atentados del 11-M a petición de una de las defensas.

## Trayectoria política
Vicente Ibor fue concejal y portavoz del Grupo Municipal del Partido Popular en el Ayuntamiento de Paiporta entre 2003 y 2007, fue en las elecciones de 2007 cuando como candidato del PP fue elegido por los ciudadanos alcalde por mayoría absoluta. Además de la alcaldía de Paiporta, ostenta cargos representativos en la Federación Valenciana de Municipios y Provincias como Presidente de la Comisión de Inmigración y relaciones con la Unión Europea, Portavoz de la Mancomunidad de Huerta Sur, Consejero del consorcio TDT de Torrente, Presidente del Consejo de Salud del departamento 9 del Hospital General, entre otros. En el Congreso Local del PP de Paiporta celebrado en 26 de abril revalidó su Presidencia del Partido Popular con 124 votos, dos nulos y uno en blanco.
Hay que destacar su nombramiento como diputado provincial de Valencia, cargo que ostenta desde las últimas elecciones locales, asume las competencias de la central de compras.
Fue nombrado secretario ejecutivo de justicia en el comité regional de PP de la Comunidad Valenciana en su último congreso regional.
A su carrera como político y abogado hay que añadir su participación como habitual en tertulias políticas en Popular TV y en la cadena de Radio COPE de Valencia.
El 10 de mayo de 2014 Vicente Ibor participó en el acto de constitución de la sección de Paiporta del Grupo de Acción Valencianista. Durante el mismo se le hizo entrega de un cuadro como muestra de agradecimiento a la implicación que tanto él como el consistorio que preside pusieron en la organización del acto. A su vez, Vicente Ibor hizo entrega de una banda conmemorativa al presidente de la organización, Manolo Latorre.

## Hechos destacados
Uno de los hitos durante su etapa en el gobierno local de Paiporta fue la obra de remodelación de la calle Sant Jordi, tras 50 años programada en el Plan General.